# Suillia kashmirensis
Suillia kashmirensis är en tvåvingeart som beskrevs av Okadome 1990. Suillia kashmirensis ingår i släktet Suillia och familjen myllflugor. Inga underarter finns listade i Catalogue of Life.